# Callús
Callús – gmina w Hiszpanii, w prowincji Barcelona, w Katalonii. Zajmuje powierzchnię 12,5 kilometrów kwadratowych, a ludność w 2014 r. wynosiła 1985.